# Сід Чек
Сідні Чек, також відомий як Сід Чек (англ. Sid Check; 2 серпня 1930 — 19 червня 2002) — американський художник коміксів, найбільш відомим своїми історіями в EC Comics.

## Життєпис
Сідні Чарльз Чек народився 2 серпня 1930 року в Ньюарку, Нью-Джерсі. Його батьки Абрагам Чек та Іда Епплбаум-Чек були польськими іммігрантами, які приїхали до Сполучених Штатів у 1926 році. До 1940 року він жив на Коні-Айленді, Бруклін, де подружився з Френком Фразеттою, з яким через десять років співпрацював над коміксами. У 1948 році Чек закінчив Школу промислового мистецтва на Манхеттені, а наступного року він увірвався в комікси, працюючи з Воллі Вудом, а також над сольними завданнями.
Через стилістичну схожість Сіда Чека часто порівнювали з Воллі Вудом. Його роботи з'явилися в назвах EC New Trend: Crime SuspenStories, The Haunt of Fear, The Vault of Horror і Weird Science. Він малював для кількох серій Marvel Comics, зокрема Weird Wonder Tales, Battle Action, Journey into Unknown Worlds. Для журналу Enterprises він працював над Білим індіанцем. Він також малював для Classics Illustrated і Harvey Comics Могила терору.
Апоколіт Світ коміксів прокоментував:
|  | Про художника Сіда Чека мало що відомо, окрім того, що у 50-х роках він був сучасником таких художників, як Воллес Вуд, Джо Орландо та Гаррі Гаррісон. Коли Вуд і Орландо почали свою ранню творчу співпрацю, Сід Чек, а також Гаррісон були членами однієї художньої студії. Не дивно, що незабаром усі четверо працювали в одному видавництві EC Comics, створюючи роботи в надзвичайно схожих стилях. Для недосвідченого ока роботи Чека часто можна сплутати з роботами Вуда. Мистецтво Чека, як правило, цікаве і привабливе, хоча й не зовсім так добре побудоване, як мистецтво Вуда. Менш плідна, ніж у Вуда, робота Чека над коміксами була недовгою, в основному з грудня 1951 по 1958 рік.... |

Коли Чек залишив комікси в 1958 році, він почав працювати в Поштовій службі Сполучених Штатів, хоча на початку 1970-х років він намалював кілька історій для військових назв DC Comics і окремі ілюстрації для «Дивовижних історій» у середині 1970-х.
Помер 19 червня 2002 року на Коні-Айленді.

## Подальше читання
- Фейффер, Жюль. Backing into Forward: A Memoir, Doubleday, 2010.